# Marino Alonso Monje
Marino Alonso Monje   (Fresno de la Ribera, 16 de novembre de 1965) és un ciclista espanyol, ja retirat, que fou professional entre 1986 i 1998. Va debutar amb l'equip Teka, però va destacar a l'equip Banesto, on fou un dels fidels gregaris de Miguel Indurain. Participà en les cinc victòries que el navarrès aconseguí al Tour de França.
En el seu palmarès destaquen dues victòries d'etapa a la Volta a Espanya, el 1993 i 1994, dues a la Volta a Catalunya i el Trofeu Comunitat Foral de Navarra i la Volta a Aragó de 1994. El 1996 va prendre part als Jocs Olímpics d'Estiu d'Atlanta, on va disputar la prova en ruta.

## Palmarès
- 1987
  - Vencedor d'una etapa de la Bicicleta Eibarresa
  - Vencedor d'una etapa de la Volta a Catalunya
- 1988
  - 1r a la Pujada al Naranco
  - Vencedor d'una etapa de la Volta a La Rioja
- 1989
  - 1r a la Volta a Múrcia i vencedor d'una etapa
  - Vencedor d'una etapa de la Volta a Catalunya
- 1992
  - Vencedor d'una etapa de la Volta a Astúries
- 1993
  - Vencedor d'una etapa de la Volta a Espanya
- 1994
  - Vencedor d'una etapa de la Volta a Espanya
  - 1r al Trofeu Comunitat Foral de Navarra
  - 1r a la Volta a Aragó
- 1995
  - 1r al Gran Premi de Laudio
  - 1r al Trofeu Luis Ocaña
- 1997
  - 1r al Trofeu Luis Ocaña
  - Vencedor d'una etapa de la Vuelta a los Valles Mineros

### Resultats a la Volta a Espanya
- 1988. Abandona (15a etapa)
- 1989. 28è de la classificació general
- 1990. 75è de la classificació general
- 1991. 56è de la classificació general
- 1992. 93è de la classificació general
- 1993. 21è de la classificació general. Vencedor d'una etapa
- 1994. 34è de la classificació general. Vencedor d'una etapa
- 1995. 46è de la classificació general
- 1996. 57è de la classificació general
- 1997. 35è de la classificació general

### Resultats al Tour de França
- 1990. 96è de la classificació general
- 1991. 123è de la classificació general
- 1992. 98è de la classificació general
- 1993. 72è de la classificació general
- 1994. Abandona (17a etapa)
- 1995. 78è de la classificació general
- 1996. 66è de la classificació general
- 1997. 61è de la classificació general
- 1998. Abandona (17a etapa)